# Onthophagus formosanus
Onthophagus formosanus är en skalbaggsart som beskrevs av Gillet 1924. Onthophagus formosanus ingår i släktet Onthophagus och familjen bladhorningar. Inga underarter finns listade i Catalogue of Life.